# Férfi korlátgyakorlat az 1896. évi nyári olimpiai játékokon
Az 1896. évi nyári olimpiai játékokon rendeztek korlátgyakorlatokat a torna versenyszámain belül. Csak az első és második helyezett kapott érmet.

## Eredmény
| H     | Név                  | Nemzet              |
| ----- | -------------------- | ------------------- |
| Arany | Alfred Flatow        | Németország (GER)   |
| Ezüst | Louis Zutter         | Svájc (SUI)         |
|       | Conrad Böcker        | Németország (GER)   |
|       | Charles Champaud     | Svájc (SUI)         |
|       | Gustav Flatow        | Németország (GER)   |
|       | Alphonse Grisel      | Franciaország (FRA) |
|       | Georg Hilmar         | Németország (GER)   |
|       | Kakas Gyula          | Magyarország (HUN)  |
|       | Fíliposz Karvelász   | Görögország (GRE)   |
|       | Friedrich Manteuffel | Németország (GER)   |
|       | Joánisz Mitrópulosz  | Németország (GER)   |
|       | Karl Neukirch        | Németország (GER)   |
|       | Andóniosz Papaioánu  | Németország (GER)   |
|       | Richard Röstel       | Németország (GER)   |
|       | Gustav Schuft        | Németország (GER)   |
|       | Carl Schuhmann       | Németország (GER)   |
|       | Wein Dezső           | Magyarország (HUN)  |
|       | Hermann Weingärtner  | Németország (GER)   |